# العلاقات الألمانية النيجرية
العلاقات الألمانية النيجرية هي العلاقات الثنائية التي تجمع بين ألمانيا والنيجر.

## مقارنة بين البلدين
هذه مقارنة عامة ومرجعية للدولتين:
| وجه المقارنة                                              | ألمانيا                                                                              | النيجر          |
| --------------------------------------------------------- | ------------------------------------------------------------------------------------ | --------------- |
| المساحة (كم2)                                             | 357.41 ألف                                                                           | 1.27 مليون      |
| عدد السكان (نسمة)                                         | 81.29 مليون                                                                          | 21.48 مليون     |
| الكثافة السكانية (ن./كم²)                                 | 227.44                                                                               | 16.91           |
| العاصمة                                                   | بون، برلين                                                                           | نيامي           |
| اللغة الرسمية                                             | اللغة الألمانية                                                                      | لغة فرنسية      |
| العملة                                                    | يورو، مارك ألماني                                                                    | فرنك غرب أفريقي |
| الناتج المحلي الإجمالي (بليون دولار)                      | 3.68 تريليون                                                                         | 8.12 مليار      |
| الناتج المحلي الإجمالي (تعادل القوة الشرائية) بليون دولار | 3.92 تريليون                                                                         | 19.01 مليار     |
| الناتج المحلي الإجمالي الاسمي للفرد دولار أمريكي          | 41.31 ألف                                                                            | 358             |
| الناتج المحلي الإجمالي للفرد دولار أمريكي                 | 46.40 ألف                                                                            | 938             |
| مؤشر التنمية البشرية                                      | 0.926                                                                                | 0.348           |
| رمز المكالمات الدولي                                      | +49                                                                                  | +227            |
| رمز الإنترنت                                              | .de                                                                                  | .ne             |
| المنطقة الزمنية                                           | توقيت وسط أوروبا، ت ع م+01:00، ت ع م+02:00، توقيت أوروبا الوسطى المعياري (ت غ م +1) ‏ | ت ع م+01:00     |

## مدن متوأمة
في ما يلي قائمة باتفاقيات التوأمة بين مدن ألمانية ونيجرية:
- ترتبط Thale [الإنجليزية]‏ مع تيلابيري [الإنجليزية]‏ باتفاقية توأمة.

## منظمات دولية مشتركة
يشترك البلدان في عضوية مجموعة من المنظمات الدولية، منها:
| علم المنظمة | اسم المنظمة                               | تاريخ انضمام ألمانيا | تاريخ انضمام النيجر |
| ----------- | ----------------------------------------- | -------------------- | ------------------- |
|             | مؤسسة التمويل الدولية                     | 20 يوليو 1956        | 7 يناير 1980        |
|             | منظمة حظر الأسلحة الكيميائية              | 29 أبريل 1997        | ?                   |
|             | يونسكو                                    | 11 يوليو 1951        | 10 نوفمبر 1960      |
|             | البنك الإفريقي للتنمية                    | ?                    | ?                   |
|             | الاتحاد الدولي للاتصالات                  | 1866                 | 14 نوفمبر 1960      |
|             | الأمم المتحدة                             | 18 سبتمبر 1973       | 20 سبتمبر 1960      |
|             | منظمة الشرطة الجنائية الدولية             | ?                    | ?                   |
|             | البنك الدولي للإنشاء والتعمير             | 14 أغسطس 1952        | 24 أبريل 1963       |
|             | الاتحاد البريدي العالمي                   | 1 يوليو 1875         | ?                   |
|             | مؤسسة التنمية الدولية                     | 24 سبتمبر 1960       | 24 أبريل 1963       |
|             | منظمة التجارة العالمية                    | ?                    | ?                   |
|             | الفريق المعني برصد الأرض                  | ?                    | ?                   |
|             | المركز الدولي لتسوية المنازعات الاستشارية | 18 مايو 1969         | 14 ديسمبر 1966      |
|             | وكالة ضمان الاستثمار متعدد الأطراف        | 12 أبريل 1988        | 10 مايو 2012        |

## وصلات خارجية
- موقع وزارة الخارجية الألمانية